# برنارد لخ
برنارد لخ (انگلیسی: Bernard Lech؛ زادهٔ ۵ اکتبر ۱۹۴۶) بازیکن فوتبال اهل فرانسه است.
از باشگاه‌هایی که در آن بازی کرده‌است می‌توان به باشگاه فوتبال نانسی، باشگاه فوتبال آنژه، باشگاه فوتبال لانس، باشگاه فوتبال استاد رنس، و باشگاه فوتبال پاریس اف سی اشاره کرد.